# Peter Krukenberg
Peter Krukenberg (Königslutter am Elm, 14 febbraio 1787 – Halle, 13 dicembre 1865) è stato un patologo tedesco.

## Biografia
Era il genero dell'anatomista Johann Christian Reil (1759-1813) e nonno del patologo Friedrich Ernst Krukenberg (1871-1946) e del chirurgo Hermann Krukenberg (1863-1935). Studiò presso il Collegium Carolinum di Braunschweig e presso l'Università di Gottinga e Berlino. Nel 1814 divenne professore associato di patologia e terapia presso l'Università di Halle e dal 1822 al 1856 fu professore ordinario di patologia e direttore della clinica universitaria. Nel 1816 Krukenberg fondò una clinica ambulatoriale a Halle. Due dei suoi assistenti più noti fu il dermatologo Friedrich Wilhelm Felix von Bärensprung (1822-1864) e l'oftalmologo Karl Ernst Theodor Schweigger (1830-1905).
Krukenberg fu considerata uno dei più importanti medici della sua epoca. Inoltre mise delle cliniche di studio per la chirurgia, ginecologia e psichiatria, ed accredito per aver aiutato a stabilire l'Università di Halle come centro primario di apprendimento medico della Germania del XIX secolo.
Nel 1840 fu eletto membro straniero dell'Accademia reale svedese delle scienze. È autore di "Jahrbücher der ambulatorischen Klinik in Halle" (Annuario della clinica ambulatoriale di Halle, 1820-24, 2 volumi).